# Zell am Andelsbach
Zell am Andelsbach ist eine von sieben Ortschaften der Stadt Pfullendorf im Landkreis Sigmaringen in Baden-Württemberg, Deutschland.

## Geographie

### Geographische Lage

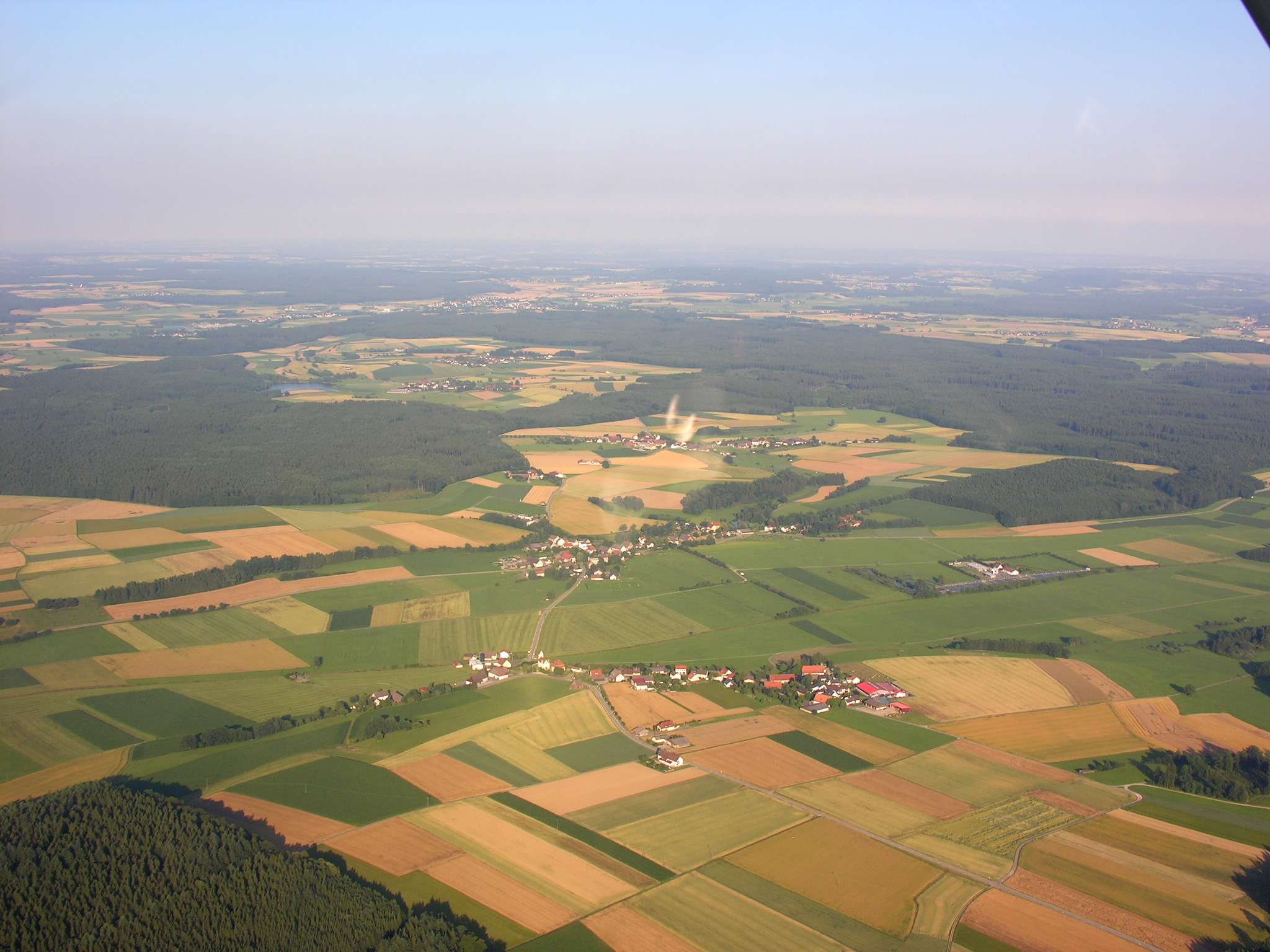
Vorne Zell am Andelsbach, dahinter Schwäblishausen, dahinter Mottschieß

Zell am Andelsbach liegt rund sieben Kilometer nördlich von Pfullendorf am Rande des Altmoränengeländes, das vom Andelsbach durchzogen wird. Der Andelsbach trennt die zwei Dörfer Zell und Schwäblishausen. Das Dorf Zell liegt auf der westlichen Talhangseite (629 m ü. NN); Schwäblishausen gegenüber von Zell auf der östlichen flachaufsteigenden Talhangseite (615 m ü. NN). Das Flussbett des Andelsbachs liegt auf 603 m ü. NN. Landschaftlich gehört Zell am Andelsbach zum Oberen Linzgau.

### Teilorte
Zur Ortschaft Zell am Andelsbach gehören die Dörfer Zell am Andelsbach und Schwäblishausen.

## Geschichte
Schwäblishausen wurde 1251 erstmals als „Sweberichhusin“ erwähnt. Von 1488 bis 1806 gehörte Schwäblishausen zur fürstenbergischen Reichsgrafschaft Heiligenberg. Heiligenberg stand das Niedergericht, die Steuer- und die Militärhoheit zu. Die Grafenrechte besaß jedoch die Grafschaft Sigmaringen. Im Jahre 1806 wurde Schwäblishausen dann badisch.
Zell wurde im 13. Jahrhundert als Celle erwähnt. Der Name ist wahrscheinlich auf die Zeit der Christianisierung Schwabens durch Benediktiner zurückzuführen, als überall im Land Zellenkirchen gegründet wurden. Im Laufe der Geschichte gab es eine nomenklatorische Differenzierung hin zu „Zell oberhalb dem Andelsbach“, woraus „Zell am Andelsbach“ wurde.
Zell am Andelsbach und Schwäblishausen waren ab 1809 dem Bezirksamt Pfullendorf im badischen Seekreis als Gemeinde zugeordnet. Obwohl Schwäblishausen Gemeinde des Bezirksamts Pfullendorf war, wurde der mediatisierte Fürst zu Fürstenberg bis 1848 als Standesherr von Schwäblishausen genannt.
1934 wurden aus dem Kirchdorf Zell und dem Bauerndorf Schwäblishausen die Gemeinde Zell am Andelsbach gebildet, das vom 1. Januar 1939 bis zur Auflösung am 1. Januar 1973 selbstständige Gemeinde des Landkreises Überlingen war. Im Zuge der Kreisreform Baden-Württemberg wurde Zell am Andelsbach in die Stadt Pfullendorf eingemeindet. Seitdem gehören Zell und Schwäblishausen dem Landkreis Sigmaringen an.

## Politik

### Ehemalige Bürgermeister
- Joseph Rauch

### Ortschaftsrat
Die Ortschaft Zell am Andelsbach hat einen eigenen Ortschaftsrat, der aus sieben ehrenamtlich tätigen Ortschaftsräten inklusive eines Ortsvorstehers als Vorsitzenden besteht. Der Ortschaftsrat wird direkt vom Volk gewählt. Die Wahlperiode dauert fünf Jahre.
Bei der Kommunalwahl 2019 wurde eine Mehrheitswahl durchgeführt.
| Parteien und Wählergemeinschaften | Parteien und Wählergemeinschaften           | % 2019 | Sitze 2019 | % 2014 | Sitze 2014 | % 2009 | Sitze 2009 |
| --------------------------------- | ------------------------------------------- | ------ | ---------- | ------ | ---------- | ------ | ---------- |
| CDU                               | Christlich Demokratische Union Deutschlands | -      | -          | 58,2   | 4          | 35,6   | 2          |
| FW                                | Freie Wähler                                | -      | -          | 41,8   | 3          | 64,4   | 5          |
| GL                                | Gemeinsame Liste                            | 100    | 7          | -      | -          | -      | -          |
| Gesamt                            | Gesamt                                      | 100,0  | 7          | 100,0  | 7          | 100,0  | 7          |
| Wahlbeteiligung in %              | Wahlbeteiligung in %                        | 80,6   | 80,6       | 77,5   | 77,5       | 71,5   | 71,5       |

### Ortsvorsteher
- 1989–2014: Karl Fritz (Freie Wähler)
- 2014–2019: Matthias Längle (CDU)
- seit 2019: Stefan Hangarter

### Wappen
Das Wappen von Zell am Andelsbach zeigt in geteiltem Schild oben in Gold ein wachsender, rot bewehrter, rot bezungter schwarzer Adler, unten in Silber ein blauer Wellenbalken.

## Kultur und Sehenswürdigkeiten

### Bauwerke
- Die Kath. Pfarrkirche St. Peter und Paul[9] auf der Anhöhe des Kirchbergs prägt weithin die Landschaft. Sie geht auf die romanische Zeit zurück und stammt in ihrem ältesten Teil aus der Zeit vor 1275.[10] 1880/83 musste die Kirche, nachdem die Ortschaft Zell stark gewachsen war, erweitert werden, bis sie 1887 konsekriert werden konnte.[10] Zusammen mit dem Kirchhof und Ummauerung[11] bildet sie nach dem Denkmalschutzgesetz eine Sachgesamtheit. Der massive, verputzte Sakralbau ist eine einfache Saalkirche mit flacher Holzdecke, dessen Satteldach eine deutliche Ost-West-Orientierung markiert, mit vorangestelltem Querschiff, das zu drei Seiten mit Treppengiebel abschließt. Der Chorturm hat ebenfalls ein Satteldach und verfügt über Geläut und Zeitanzeige.[12] Am 10. Dezember 1950 weihte der damalige Erzbischof von Freiburg, Wendelin Rauch, zwei neue Glocken.[10] Die Orgel von 1975 stammt aus der Orgelbauwerkstatt Wilhelm Schwarz & Sohn. Zur Ausstattung zählen zwei Plastiken der Heiligen Apostel Petrus und Paulus, der Kirchenpatrone. Sie befinden sich direkt an der Ostwand der Kirche unter dem Kreuz und werden dem schwäbischen Ulmer Meister von Zell am Andelsbach zugeschrieben.[13] Daneben befinden sich Reliefdarstellungen der Heiligen Barbara und Katharina, sowie in einer Nische hinter einem Gitter einen „Christus im Kerker an den Ketten“. Eine Marienstatue und Wendelinusstatue befinden sich an den früheren Seitenaltären der Pfarrkirche.[10] Letztere ist Zeugnis für eine früher sehr rege Wallfahrt zum Heiligen Wendelin, der bis heute in Zell sehr verehrt wird.[10] Bei Dunkelheit ist die Kirche eindrucksvoll beleuchtet.[14]
- Neben der Kirche steht das imposante Pfarrhaus der ehemaligen Pfarrei Zell am Andelsbach aus dem Jahr 1757.[10] Das gelbgestrichene Gebäude mit schön gestaltetem Pfarrgarten, auffallendem Mansardwalmdach und seinen grünen Fensterläden bietet der Kirchengemeinde großen Raum für Gemeindeaktivitäten und dient als Altersruhesitz von Felix Kreuzberger, ehemaliger Stadtpfarrer in Scheer.[14] In den 1980er-Jahren stand ein Abriss des damals maroden Gebäudes im Raum. Letztlich entschied man sich für eine umfassende Sanierung, was rund 800.000 Deutsche Mark kostete.[15]

## Wirtschaft und Infrastruktur

### Ansässige Unternehmen
- In Schwäblishausen befindet sich der Hauptsitz der Fischzucht Feldmann. Das Familienunternehmen wurde 1927 durch Heiner Feldmann sen. in Bad Waldsee gegründet und deren Hauptsitz 1992 in die Pfullendorfer Ortschaft verlegt. Nach der Gründerphase kamen weitere Teiche in Bergatreute und Bainders dazu. Auf rund fünf Hektar Fläche bewirtschaftet das Unternehmen am Hauptsitz 41 Produktionsbecken für Forellen, Lachsforellen und Saiblinge[16], sowie weitere sieben Forellenzuchtanlagen in Deutschland und zwei in Frankreich. Eigenen Angaben zufolge produziert Feldmann im Jahr 2000 Tonnen Fisch, ist damit der größte Forellenzuchtbetrieb Deutschlands, und beliefert europaweit den Großhandel.[17]

## Persönlichkeiten

### Söhne und Töchter des Ortes
- Wendelin Rauch (1885–1954), katholischer Theologe; war von 1948 bis 1954 Erzbischof von Freiburg; Ehrenbürger von Zell

## Trivia
In der Geschichte von Zell sei es zu mehreren Wundern gekommen: So wurde im 18. Jahrhundert das Gebäude eines gewissen Anton Reiser mysteriöserweise von Flammen verschont und auch die verheerende Rinderseuche hatte um den Ort einen Bogen gemacht.